# Gare de Nha Trang
La gare de Nha Trang (vietnamien: Ga Nha Trang) est une gare ferroviaire vietnamienne située dans la ville de Nha Trang. Elle a été construite du temps de l'Indochine française.

## Situation ferroviaire
La gare de Nha Trang est située sur la ligne Nord-Sud du Viêt Nam.